# Silba parasita
Silba parasita är en tvåvingeart som först beskrevs av Seguy 1933.  Silba parasita ingår i släktet Silba och familjen stjärtflugor.
Artens utbredningsområde är Moçambique. Inga underarter finns listade i Catalogue of Life.